# Linh dương hoẵng
Linh dương hoẵng hay kỉ linh (tên khoa học Cephalophinae) là một phân họ động vật có vú trong họ Trâu bò, bộ Artiodactyla. Phân họ này được Blyth miêu tả năm 1840. Phân họ này có 21 loài bản địa châu Phi cận Sahara.

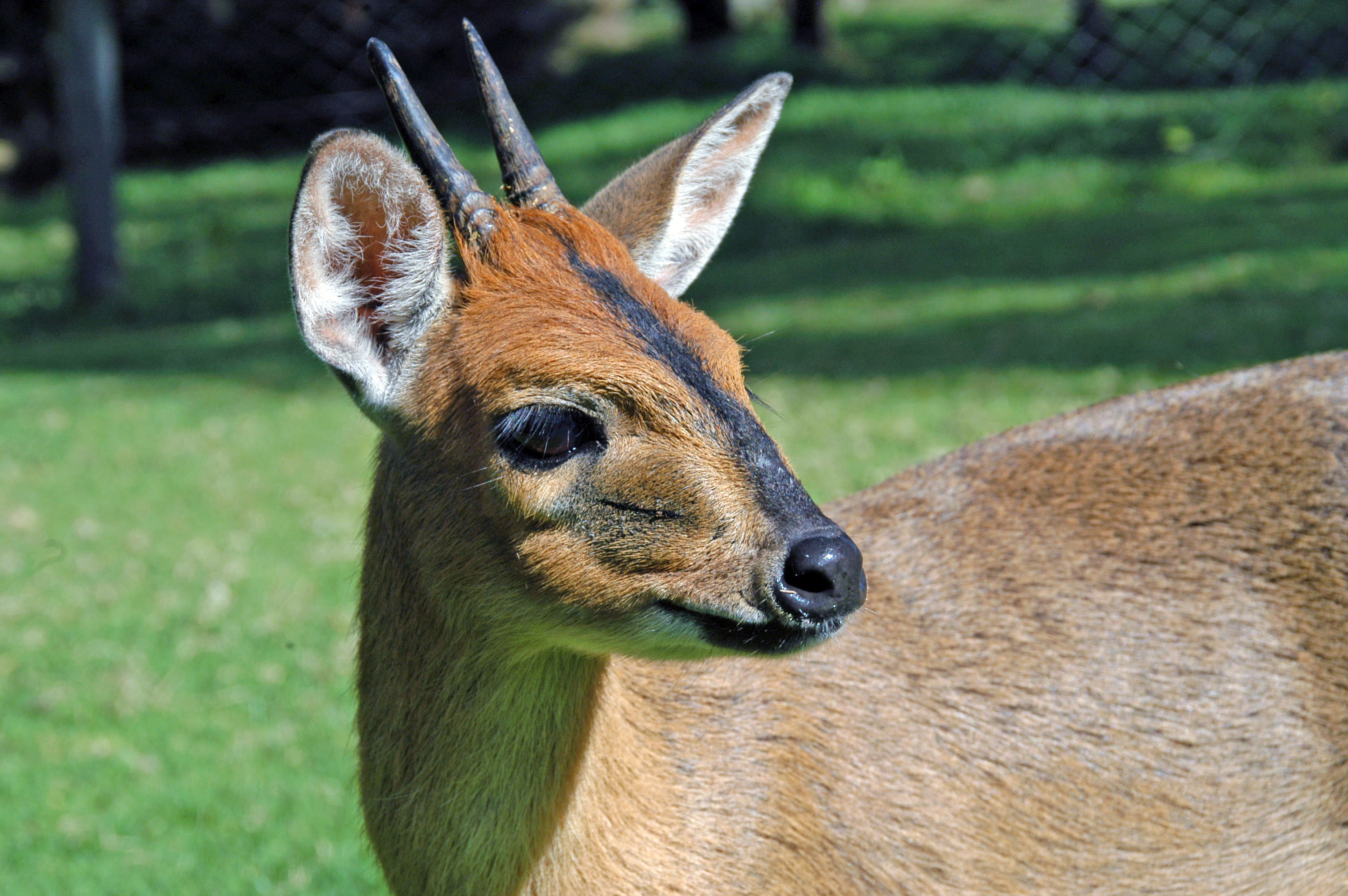
Linh dương hoẵng thông thường

Chúng là những sinh vật nhút nhát và khó nắm bắt và thích cây bụi rậm rạp, hầu hết là những cư dân trong rừng và ngay cả những loài sống trong các khu vực mở hơn là nhanh chóng lẩn mất vào bụi rậm. Với một cơ thể hơi cong và chân trước ngắn hơn một chút so với chân sau, chúng có hình dáng thích hợp xâm nhập bụi rậm. Chúng chủ yếu là gặm chồi non cây bụi thay vì gặm cỏ, chúng ăn lá, cành, hạt, quả, chồi và vỏ cây, và thường theo đàn chim hay đàn khỉ để ăn theo trái cây mà chim và khỉ thả xuống. Chúng bổ sung chế độ ăn bằng thịt, chúng đôi khi ăn côn trùng và xác chết, và thậm chí cả bắt cả động vật gặm nhấm hoặc những con chim nhỏ. Linh dương hoẵng xanh thích ăn kiến.

## Các chi và loài
Phân họ này gồm các chi và loài:
- - Phân họ Cephalophinae
    - Chi Cephalophus

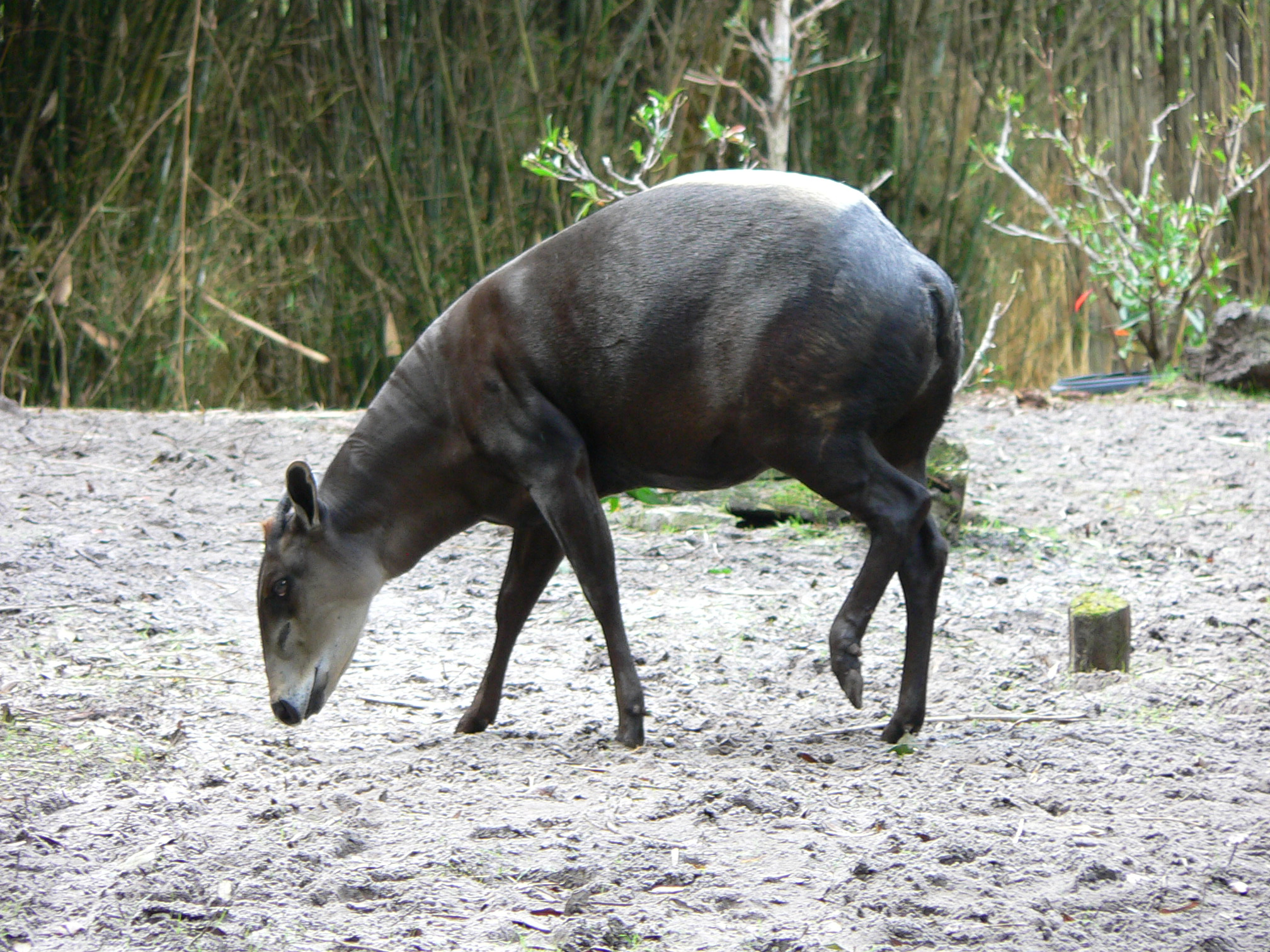
Linh dương hoẵng lưng vàng.

      - Cephalophus spadix: Linh dương hoẵng Abbott
      - Cephalophus adersi: Linh dương hoẵng Ader
      - Cephalophus dorsalis: Linh dương hoẵng nâu đỏ
      - Cephalophus niger: Linh dương hoẵng đen
      - Cephalophus nigrifrons: Linh dương hoẵng trán đen
      - Cephalophus brookei: Linh dương hoẵng Brooke
      - Cephalophus harveyi: Linh dương hoẵng Harvey
      - Cephalophus jentinki: Linh dương hoẵng Jentink
      - Cephalophus ogilbyi: Linh dương hoẵng Ogilby
      - Cephalophus callipygus: Linh dương hoẵng Peters
      - Cephalophus rufilatus: Linh dương hoẵng sườn đỏ
      - Cephalophus natalensis: Linh dương hoẵng đỏ, linh dương hoẵng rừng đỏ
      - Cephalophus rubidis: Linh dương hoẵng Ruwenzori
      - Cephalophus weynsi: Linh dương hoẵng Weyns
      - Cephalophus leucogaster: Linh dương hoẵng bụng trắng
      - Cephalophus crusalbum: Linh dương hoẵng chân trắng
      - Cephalophus silvicultor: Linh dương hoẵng lưng vàng
      - Cephalophus zebra: Linh dương hoẵng ngựa vằn

    - Chi Philantomba
      - Philantomba monticola: Linh dương hoẵng lam
      - Philantomba maxwellii: Linh dương hoẵng Maxwell
      - Philantomba walteri: Linh dương hoẵng Walter

    - Chi Sylvicapra
      - Sylvicapra grimmia: Linh dương hoẵng thông thường

## Hình ảnh

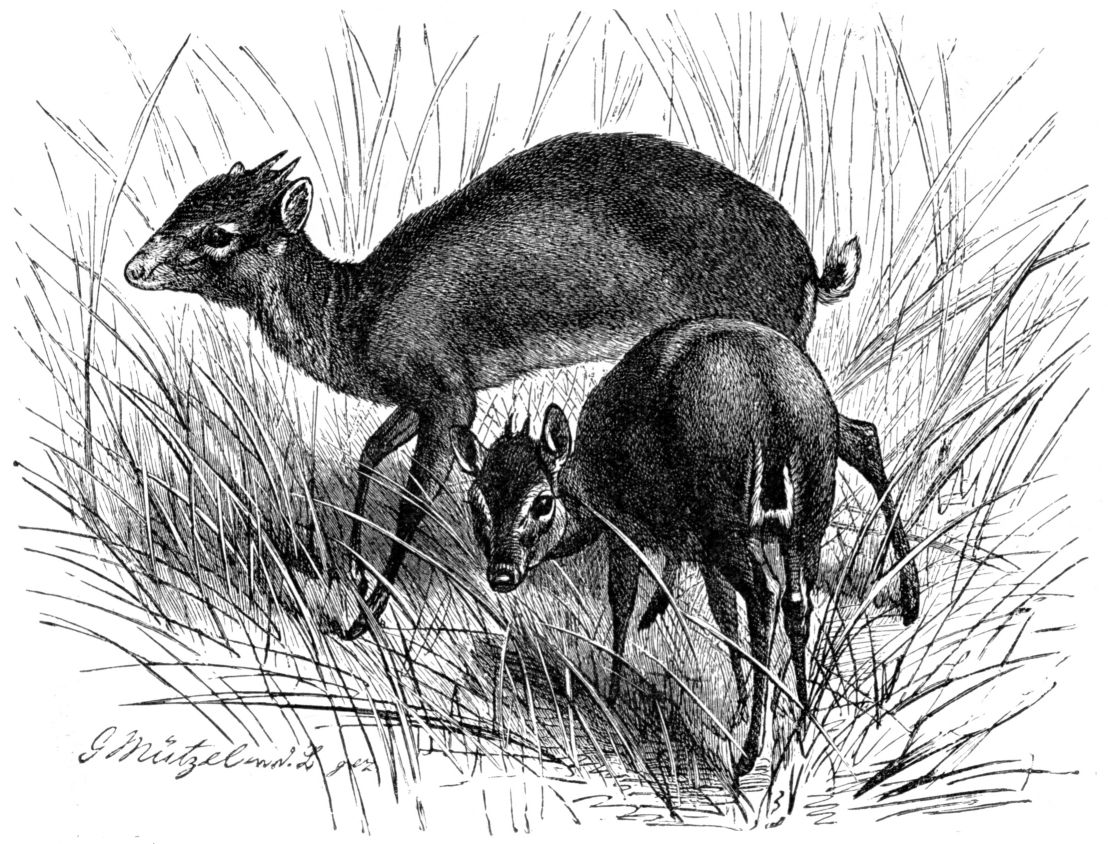
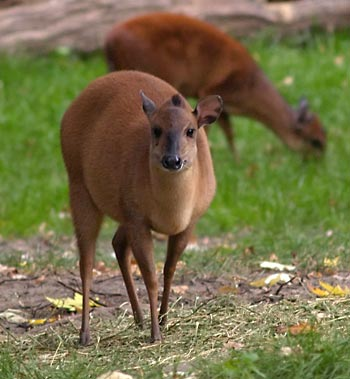
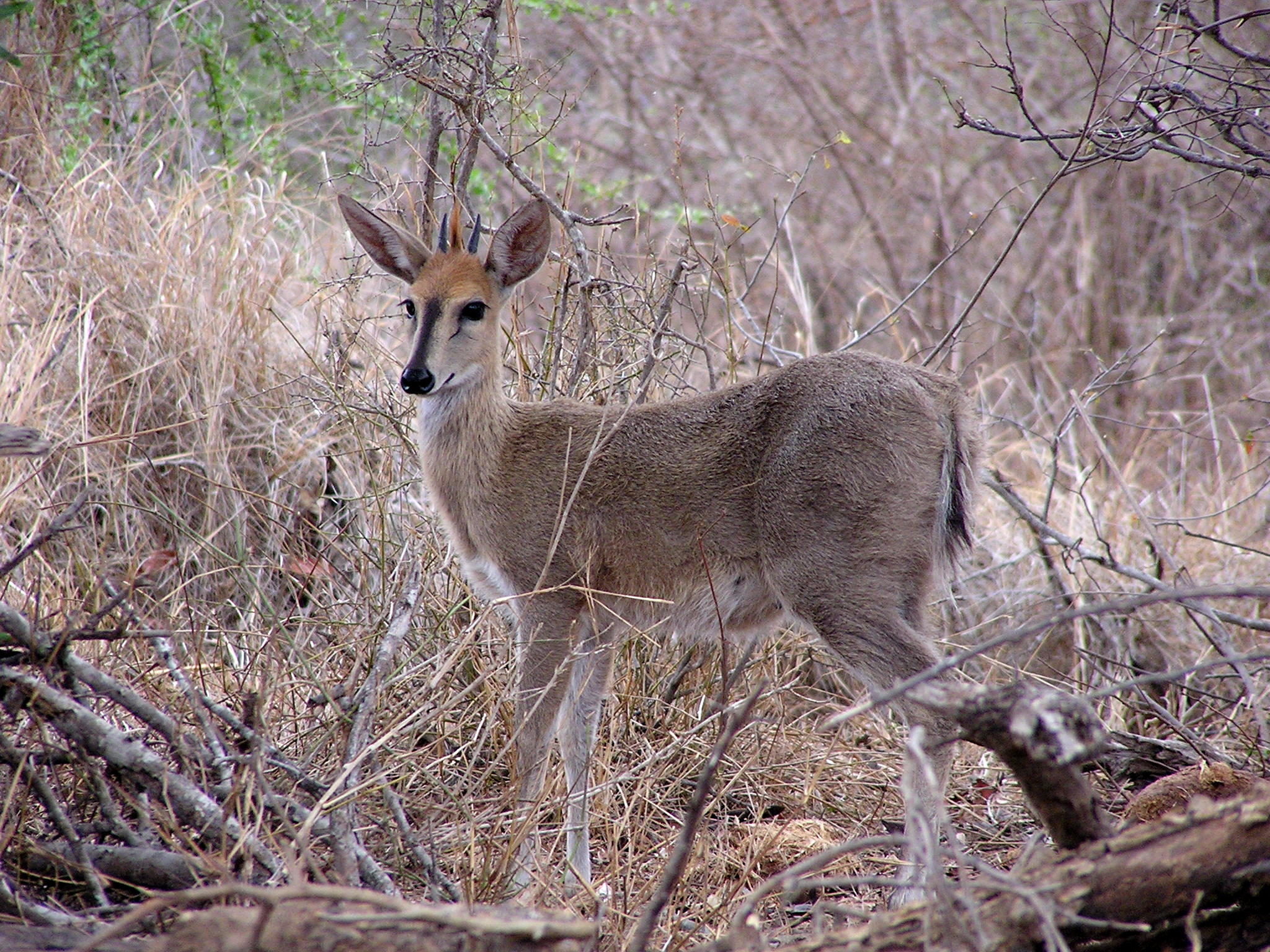
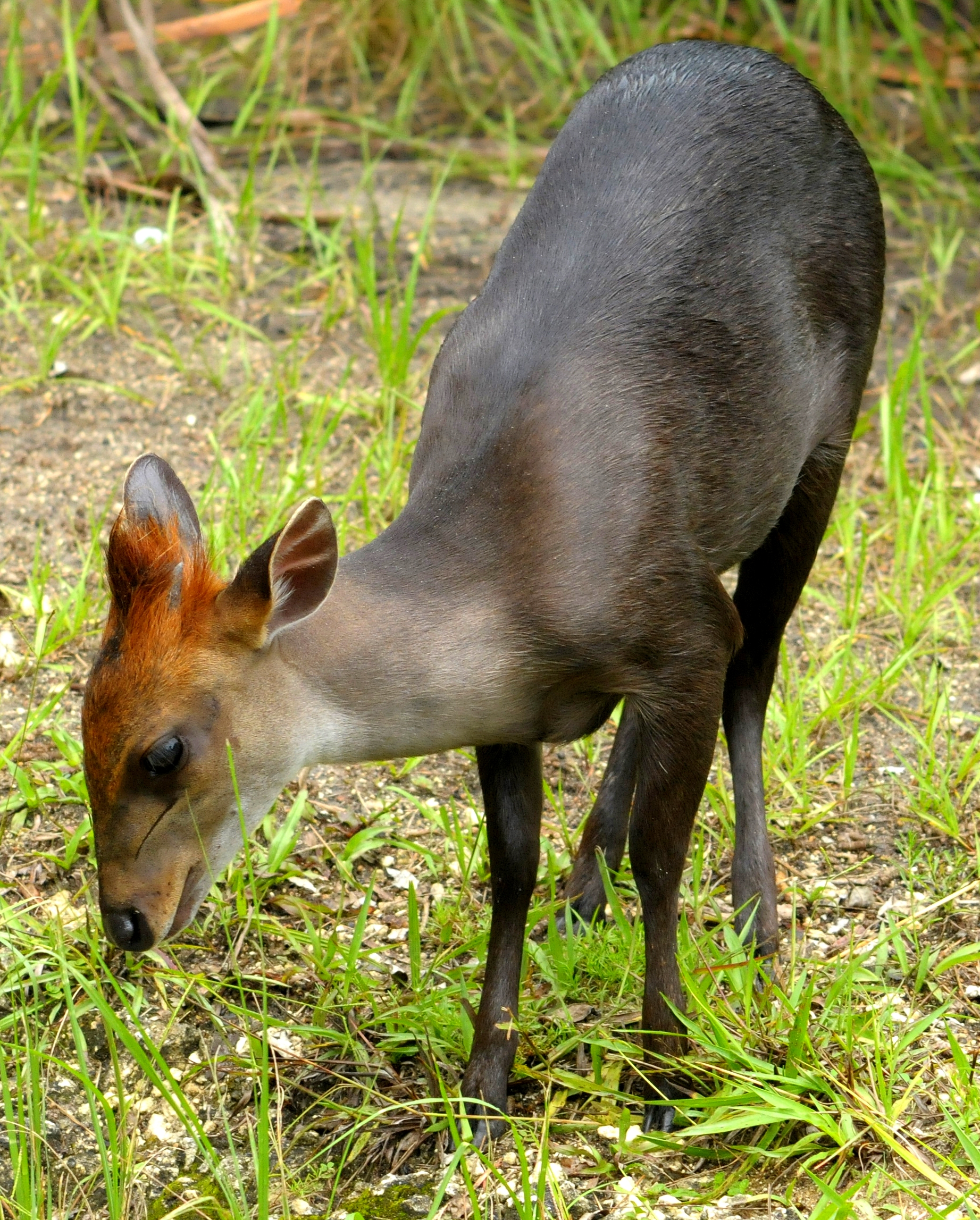